# Hans von Voltelini
Hans von Voltelini (Innsbruck, 31 luglio 1862 – Vienna, 25 giugno 1938) è stato un giurista e storico austriaco.

## Biografia
Hans von Voltelini, figlio del presidente del Senato della Corte suprema e della Corte di cassazione Lorenz von Voltelini e della moglie Ida Ernst, nacque a Innsbruck durante il regno dell'imperatore austriaco Francesco Giuseppe I. Apparteneva a una nobile famiglia di Trento. Trascorse la sua infanzia a Bolzano e i mesi estivi al castello di Kampenn (Campegno). Studiò storia e giurisprudenza presso le università di Innsbruck e di Vienna. Per approfondire ulteriormente i suoi studi si recò a Roma, tradizionalmente uno dei più importanti centri internazionali di ricerca storica e umanistica, dove proseguì i suoi studi come borsista dell'Istituto Storico Austriaco (ÖHI-Roma). Ottenne il dottorato in filosofia nel 1887 e quello in giurisprudenza nel 1892. 
Dal 1886 al 1900 lavorò come archivista presso l'Archivio di Stato e di Corte Austriaco di Vienna, fondato nel 1749 da Maria Teresa come archivio centrale della Casa d'Asburgo e ora parte dell'Archivio di Stato Austriaco. Ottenne l'abilitazione in diritto tedesco e storia imperiale austriaca presso l'Università di Vienna nel 1899. L'anno successivo, nel 1900, divenne professore associato. Dal 1902 al 1908 fu professore ordinario presso l'Università di Innsbruck. Voltelini tornò all'Università di Vienna nel 1908, assumendo l'incarico di professore ordinario di storia giuridica tedesca. Si ritirò nel 1934. Negli anni accademici 1916/17, 1917/18 e 1924/25 fu decano della facoltà di diritto e scienze politiche di Vienna. Fu membro del Senato Accademico dell'Università di Vienna dal 1920/21 al 1922/23. 
Scrisse diverse opere sulla storia austriaca: sulla costituzione della città, sul paesaggio urbano e una storia sociale di Vienna. Fondamentali sono i suoi studi sulla storia della professione notarile medievale, di cui mostrò le prime forme di applicazione nei paesi di lingua tedesca con l'esempio dell'Alto Adige.
Voltelini fu membro corrispondente dell'Accademia delle scienze di Vienna dal 1903 e membro effettivo dal 1909. All'interno di questa accademia partecipò alla commissione urbana, il cui compito era l'edizione di fonti giuridiche rilevanti, e alla commissione del Giornale della Fondazione Savigny per la storia giuridica. Dal 1913 fu membro del Club tedesco. Dal 1920 fino alla sua morte nel 1938 fu a capo del consiglio per la storia della città di Vienna. 
La sua opera Die Anfänge der Stadt Wien attirò molta attenzione dopo la sua pubblicazione. Voltelini ipotizzava che la città fosse stata fondata tra il 1030 e il 1042, ma questa ipotesi è ormai superata. 
Il suo biografo Oswald Redlich lo ha descritto come un uomo piccolo, di corporatura delicata, molto miope, tuttavia la sua costituzione gracile non gli impedì di essere un ottimo alpinista.
Fra i riconoscimenti che gli furono tributati, la Società per la Storia della città di Vienna gli dedicò nel 1932, in occasione del suo settantesimo compleanno, il quarto volume dell'Abhandlungen zur Geschichte und Quellenkunde der Stadt Wien. Nel 1937 ricevette un dottorato honoris causa in scienze politiche e un dottorato d'oro dalla facoltà di filosofia dell'Università di Vienna. Conseguì inoltre due dottorati honoris causa (Dr. hc) dalle Università di Innsbruck e Bonn. Il 4 novembre dello stesso anno gli fu conferito l'Anello d'Onore della Città di Vienna, premio che dal 1925 viene assegnato a personalità che hanno contribuito ad accrescere la reputazione di Vienna attraverso straordinarie conquiste artistiche o scientifiche e che hanno trovato riconoscimento oltre i confini austriaci. Nel 1940 gli fu dedicata una via, la Voltelinistraße, a Jedlesee.

## Opere

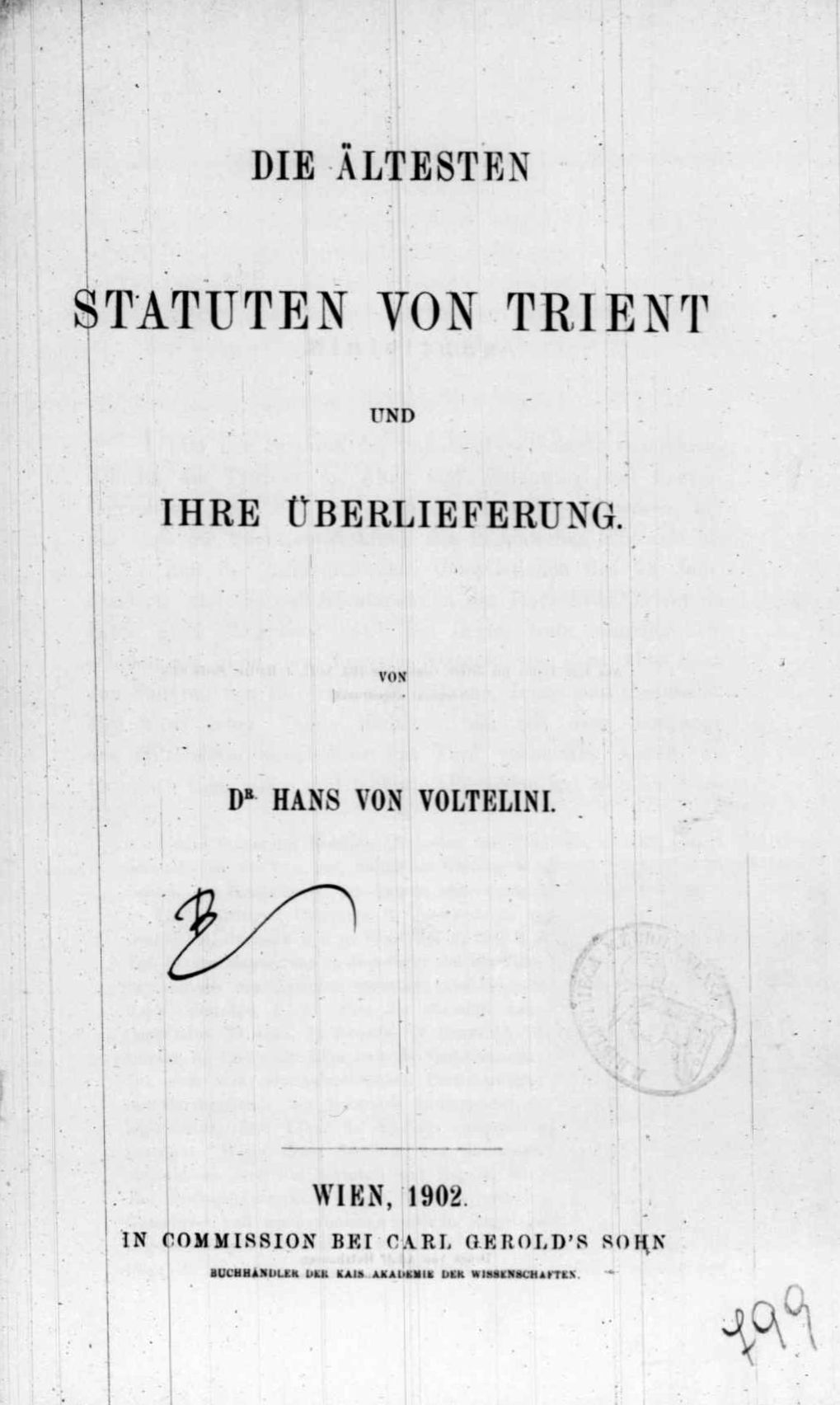
Statuten von Trient

- 1899: Die Südtiroler Notariats-Imbreviaturen des dreizehnten Jahrhunderts (Acta Tirolensia 2)
- 1902:  Statuten von Trient, Wien, Gerolds Sohn.
- 1909: Forschungen und Beiträge zur Geschichte des Tiroler Aufstandes im Jahr 1809[5]
- 1911: Der Codex Theresianus im Österreichischen Staatsrat (in Festschrift zur Jahrhundertfeier des Allgemeinen Bürgerlichen Gesetzbuches, Volume 1, pp. 33-82)
- 1913: Die Anfänge der Stadt Wien
- 1919: Das welsche Südtirol (Erläuterungen zum Historischen Atlas der österreichischen Alpenländer I/3: Tirol und Vorarlberg). Vienna: Holzhausen, pp. 95-310. (online)